# Прядкин, Артём Кириллович
Артём Кириллович Прядкин (род. 18 сентября 2001 года) — киргизский футболист, вратарь клуба «Бишкек Сити» и сборной Кыргызстана.

## Клубная карьера
Артем Прядкин сын экс-вратаря сборной Кыргызстана Кирилла Прядкина. Начинал карьеру в бишкекском «Илбирсе». В 2019 году в составе юниорской сборной Кыргызстана участвовал в мемориале Гранаткина, где своей игрой привлек внимание казахстанских скаутов. Получил приглашение от клуба «Жетысу-Б», выступавшего во втором дивизионе. Дебют вратаря на профессиональном уровне состоялся 2 октября 2020 года в матче против «Академии Онтустик» (0:1). В начале 2021 года вернулся в «Илбирс», где стал основным вратарем команды. Спустя полгода его вновь пригласили в Казахстан, на этот раз в клуб «Шахтер-Булат», но за эту команду он так и не сыграл, а весной 2022 года перешел в кочкор-атинский «Нефтчи», за который провел лишь три матча. Летом Прядкин перешел в «Алгу», где также не стал основным. В начале 2023 года контракт с футболистом подписал «Дордой», где основным вратарем был Султан Чомоев. Дебютировать у Прядкина за новую команду получилось лишь в октябре 2023 года. Ему удалось вытеснить из ворот Чомоева. Конец сезона-2023 и первую половину сезона-2024 Прядкин был основным вратарем команды. Однако после разгрома «Дордоя» от «Абдыш-Аты» (0:4) вратарь вновь лишился игровой практики. В начале 2025 года он пополнил ряды нового футбольного клуба «Бишкек Сити».

## Карьера в сборной
Прядкин принимал участие в составе юниорской сборной Кыргызстана на мемориале Гранаткина, где он удачно отыграл в серии послематчевых пенальти в матче с Индией. В ноябре 2019 года дебютировал за сборную U-19 в мачте отбора Кубка Азии против Ирана (0:3). В 2023 году принял в составе олимпийской сборной принял участие в Азиатских играх. Первый вызов в национальную команду в сентябре 2021 года на товарищеские матчи с Палестиной и Бангладеш. Регулярно попадает в заявку национальной команды с лета 2024 года, однако пока за сборную не дебютировал.